# Okręty podwodne typu Suffren
Okręty podwodne typu Suffren – francuski typ uderzeniowych (SSN) okrętów podwodnych z napędem jądrowym, budowanych w oparciu o siłownię z reaktorem K15, 2 silniki elektryczne oraz jeden pędnik wodnoodrzutowy. Według stanu na 2025 rok, francuska marynarka wojenna posiada trzy okręty, docelowo ma być sześć sztuk i mają zastąpić okręty podwodne typu Rubis.
Okręty dysponują pociskami manewrującymi Exocet do walki z okrętami nawodnymi, pociskami manewrującymi dalekiego zasięgu MdCN (klasy woda-ziemia), ciężkimi torpedami F21, minami morskimi FG29. Planowane jest uzbrojenie w pociski manewrujące MICA (klasy woda-powietrze) do walki z pojazdami powietrznymi.

## Historia
Pierwotnie program nazywał się Barracuda i obejmował budowę okrętów podwodnych dla trzech państw: Francji (z napędem atomowym) oraz Holandii i (pierwotnie) Australii (z napędem konwencjonalnym). Początkowo Australia była zainteresowana (okręty podwodne typu Attack), jednakże w ramach AUKUS zdecydowano o zakupie trzech amerykańskich uderzeniowych okrętów podwodnych o napędzie atomowym typu Virginia oraz wybudowaniu pięciu kolejnych jednostek tej klasy w ramach SSN-AUKUS. Holenderskie okręty będą typu Orka i będą o około 30% mniejsze (wyporność 3300 t wobec 4765 t we francuskich) oraz mają zastosowany napęd konwencjonalny (diesel-elektryczny) zamiast nuklearnego.
Budowę pierwszego francuskiego okrętu rozpoczęto w 2007 roku. Zastosowano w nich reaktor wodny ciśnieniowy K15, ten sam który jest używany na lotniskowcu Charles de Gaulle oraz strategicznych okrętach podwodnych o napędzie atomowym typu Le Triomphant z pociskami balistycznymi wyposażonymi w głowice termojądrowe.

## Okręty
| Nr boczny | Nazwa         | Rozpoczęcie budowy | Wodowany | Wejście do służby | Pełna gotowość | Port                       |
| --------- | ------------- | ------------------ | -------- | ----------------- | -------------- | -------------------------- |
| S635      | Suffren       | 2007               | 2019     | 2020              | 2022           | Port wojenny Tulon (Tulon) |
| S636      | Duguay-Trouin | 2009               | 2022     | 2023              | 2024           | Port wojenny Tulon (Tulon) |
| S637      | Tourville     | 2011               | 2023     | 2024              | 2025           | Port wojenny Tulon (Tulon) |
| TBC       | De Grasse     | 2014               | 2025     | 2026              | 2026/27        | Port wojenny Tulon (Tulon) |
| TBC       | Rubis         | 2019               | 2027     | 2028              | 2028/29        | Port wojenny Tulon (Tulon) |
| TBC       | Casabianca    | 2020               | 2028     | 2029/2030         | 2030/31        | Port wojenny Tulon (Tulon) |